# 馬德里協定 (1975年)
《马德里协定》是西班牙、摩洛哥和毛里塔尼亚三國为结束西班牙佔領西撒哈拉领土而签订的条约，在《马德里协定》签订之前，西撒哈拉一直是西班牙的一个省和殖民地。该協定于1975年11月14日在马德里签署，不过该協定从未在《西班牙国家官方公报》上公布。根据《马德里协定》，西撒哈拉將由摩洛哥和毛里塔尼亚瓜分。
主要内容包括：

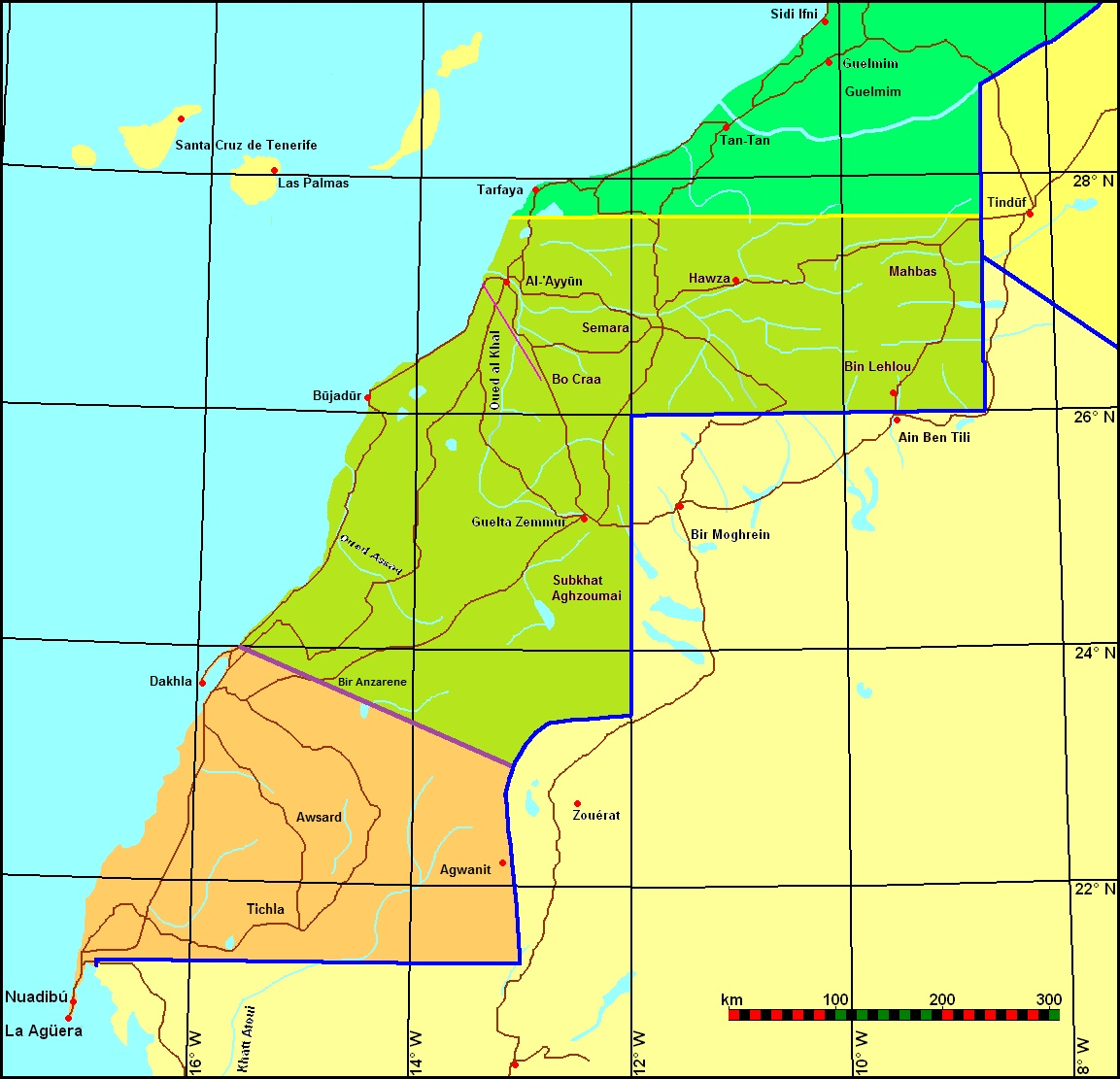
按照协定分治原西属撒哈拉的地图，北部属摩洛哥，南部属毛里塔尼亚

- 称为“原则声明”的文件，其中规定了将土地移交给摩洛哥和毛里塔尼亚的过程，以及一系列与捕鱼以及经济和工业合作有关的协议。包括西班牙放弃了撒哈拉以换取了其对布克拉磷酸盐矿的开采，其捕鱼船队在西撒海域捕捞权以及在加那利群岛附近的两个军事基地可经西撒进行补给。
- 西班牙非殖民化西撒哈拉土地，结束了其作为对上述领土的行政责任和权力。
- 根据先前的决定以及联合国与有关当事方建议的谈判，西班牙应立即开始在这些领土上建立一个临时行政当局，摩洛哥和毛里塔尼亚将在该临时行政当局中参与与共同体的合作，并应移交给该主管部门应具有上段所述的责任和权力。因此同意任命摩洛哥和毛里塔尼亚提议的两名辅助官员协助该地行政长官的工作，西班牙在该领土上的存在将在1976年2月28日之前永久终止。
- 撒哈拉威居民通过社区表达的意见受到尊重。
- 这三个国家将根据《联合国宪章》第三十三条进行的谈判的结果通知联合国秘书长本文件已核准的内容。
- 三个签约国宣布，他们本着最佳理解，兄弟情谊和对《联合国宪章》原则的尊重，以及对维护国际和平与安全的最佳贡献，取得了先前的成绩。
- 该文件应在《官方公报》上发布“西撒哈拉非殖民化法律”的同一天生效，该法律授权西班牙政府承担本文件所载的义务。